# Typ 3 Či-nu
Typ 3 Či-nu byl japonský střední tank zavedený do služby koncem druhé světové války. První prototyp byl vyroben roku 1944, do konce války bylo vyrobeno 166 (podle jiných údajů 144) kusů. Vyrobené tanky Či-nu byly přiřazeny k obraně domácích ostrovů a do bojů již nezasáhly.

## Historie a vývoj
Na začátku války v Tichomoří tvořily tanky Typ 97 Či-ha a Typ 95 Ha-gó (lehký tank) páteř japonské císařské armády. Jak válka postupovala, tyto tanky začaly čelit výzvám v podobě spojeneckých tanků. V Barmské a Filipínské kampani se palebná síla krátkohlavňového 57mm kanónu tanků Či-Ha ukázala jako nedostatečná proti spojeneckým tankům. Japonská armáda proto vyvinula kanón Typ 1 ráže 47 mm s vyšším průbojným účinkem. Toto dělo bylo později namontováno na střední tanky Typ 97 Či-ha a Typ 1 Či-he. Příchodem těchto nových kanónů bylo možné se postavit proti spojeneckým tankům.
V pozdější fázi války, velký počet amerických tanků M4 Sherman, které dorazily do předních linií způsobily nový tlak na japonské obrněné síly. Císařský generální štáb (大本 営 Daihon'ei) se rozhodl vyvinout jako náhradu za Typ 97 a Typ 95, nový tank proti této nepřátelské hrozbě.
Armáda pracovala na typu středního tanku Typ 4 Či-to jako hlavního protivníka pro M4 Sherman, v programu však nastaly problémy a zpoždění. V důsledku toho bylo vyžadováno dočasné nouzové řešení. Tím se stal střední tank Typ 3 Či-Nu. Vývojové práce na Typu 3 Či-Nu začaly v květnu 1943 a byly dokončeny v říjnu, o pouhých šest měsíců později. Kvůli nedostatku surovin a kvůli ničení průmyslové infrastruktury americkým strategickým bombardováním se tank začal vyrábět až od roku 1944.
Celkem bylo vyrobeno 166 kusů (55 kusů v roce 1944, 111 v roce 1945). Typ 3 Či-nu byl poslední tank, který byl zaveden do služby v japonské císařské armádě a byl ještě ve výrobě na konci války.